# Danica (kalendar)
Danica je hrvatski katolički kalendar, kojeg Hrvatsko književno društvo sv. Jeronima izdaje od 1869. godine. To je najpopularniji hrvatski pučki godišnjak.
Prvi dio "Danice" donosi rimokatolički i grkokatolički grgurovski kalendar za aktualnu godinu, s time da su unutar prvoga u zagradama zabilježeni i oni blagdani koji su obnovom kalendara ukinuti, ali u narodu još uvijek žive. Napisani su i stari narodni nazivi mjeseca npr. malobožićnjak, pavlovščak i prezimec za siječanj. Za svaki mjesec u godini, na lijevoj strani je kalendar za taj mjesec, a na desnoj strani svake godine je ilustracija i tekst na određenu temu te prostor za bilješke i podaci o mjesečevih mijenama.
Danica sadrži astronomske podatke za aktualnu godinu poput izlazaka i zalazaka Sunca i Mjeseca, pomrčine Sunca i Mjeseca, položaje planeta i dr. Mogu se naći i predviđanja vremena prema tzv. "Stoljetnom kalendaru".
Svake godine predstavljaju se aktualni podaci o Katoličkoj Crkvi u svijetu i Hrvatskoj te popis svih katoličkih novina i časopisa u Hrvatskoj i susjednim zemljama. Ostale rubrike su: "Razmatranja", "Hrvaska povjestnica", "Znanstveno-popularni članci", "Svjedočanstvo života", "Pjesme", "Mala Danica", "Zanimljivosti", "Uzorne majke" i "Koristno".